# 指令平均周期数
指令平均周期数（英語：Cycle Per Instruction, CPI），也称每指令周期，即执行在计算机体系结构中一条指令所需要的平均时钟周期（机器主频的倒数）数。
其方程为：{\displaystyle CPI={\frac {\Sigma _{i}(IC_{i})(CC_{i})}{IC}}}
其中{\displaystyle IC_{i}}是第i种指令的数量，{\displaystyle CC_{i}}是第i种指令的时钟周期数，{\displaystyle IC=\Sigma _{i}(IC_{i})}是总的指令数，对于一个给定的基准测试过程，总和为所有指令类型。
一个完整的计算机系统执行时间，即指令周期指从内存中取出并执行该条指令所用的全部时间，它取决于硬件结构和各部件的性能。

## 解释
假设目前为经典RISC流水线，执行一条指令一般分为五个阶段：
1. 取指周期
2. 译码周期
3. 执行周期
4. 访问内存
5. 写回周期

每一条指令都需要顺序经过这五个步骤，每个需要一个时钟周期,如果在一个没有流水线技术的处理器中，只有当前一条指令的第五阶段执行完，下一条指令的第一阶段才会开始运行，因此，每执行一条指令的时钟周期就是5（CPI=5），这种情况下，处理器被称为亚标量的。在有流水线技术的处理器中，通过利用指令级并行，每一个时钟周期，都有一条指令被取得。因此，因为在理论上同一时刻，在流水线的五个周期上有五个不同的指令，所以在每一个时钟周期中，都会有一个指令完成第五阶段，所以平均执行每一条指令的时钟周期就是1（CPI=1），这样的处理器称为标量处理器

## 示例

### 示例1
对于多周期MIPS架构,有以下五种指令：
- Load(5周期)
- Store(4周期)
- R_type(4周期)
- Branch(3周期)
- Jump(3周期)

如果程序中有
- 50% load 指令
- 25% store 指令
- 15% R-type 指令
- 8% branch 指令
- 2% jump 指令

其CPI为
{\displaystyle {\text{CPI}}={\frac {5\times 50+4\times 25+4\times 15+3\times 8+3\times 2}{100}}=4.4}